# Yae Sagara
Yae Sagara (Japans: 相良 八重, Sagara Yae) (Chiba, 27 november 1913 - aldaar, 29 april 1967) was een hoogspringster uit Japan.
Op de Olympische Zomerspelen van 1932 nam Sagara deel aan het onderdeel hoogspringen, ze eindigde als negende.
In 1932 werd Sagara ook nationaal kampioene hoogspringen van Japan.